# Tetramorium minusculum
Tetramorium minusculum är en myrart som först beskrevs av Santschi 1914.  Tetramorium minusculum ingår i släktet Tetramorium och familjen myror. Inga underarter finns listade i Catalogue of Life.